# Menandro (nome)
Menandro  è un nome proprio di persona italiano maschile.

## Varianti
- Femminili: Menandra[2]

### Varianti in altre lingue
- Greco antico: Μένανδρος (Mènandros)[3]
- Latino: Menandros[1], Menandrus, Menander[1]

## Origine e diffusione
Deriva, tramite il latino Menandrus, dal greco antico Μένανδρος (Mènandros); esso è composto da μένος (menos, "forza [vitale]") e ἀνήρ (aner, "uomo", dalla radice ανδρ-), e significa quindi "uomo forte". Il nome è ricordato principalmente per essere stato portato dal commediografo Menandro.
Entrambi i termini che lo formano sono comuni nell'onomastica greca: il primo si ritrova anche in Menelao, Menedemo e Filomena, il secondo in Cassandra, Andrea, Alessandro, Lisandro, Leandro, Evandro e Filandro.

## Onomastico
L'onomastico si può festeggiare il 28 aprile in onore di san Menandro, martire a Prusa con i santi Acacio, Patrizio e Polieno, oppure il 1º agosto in memoria di un altro san Menandro, martire a Filadelfia.

## Persone

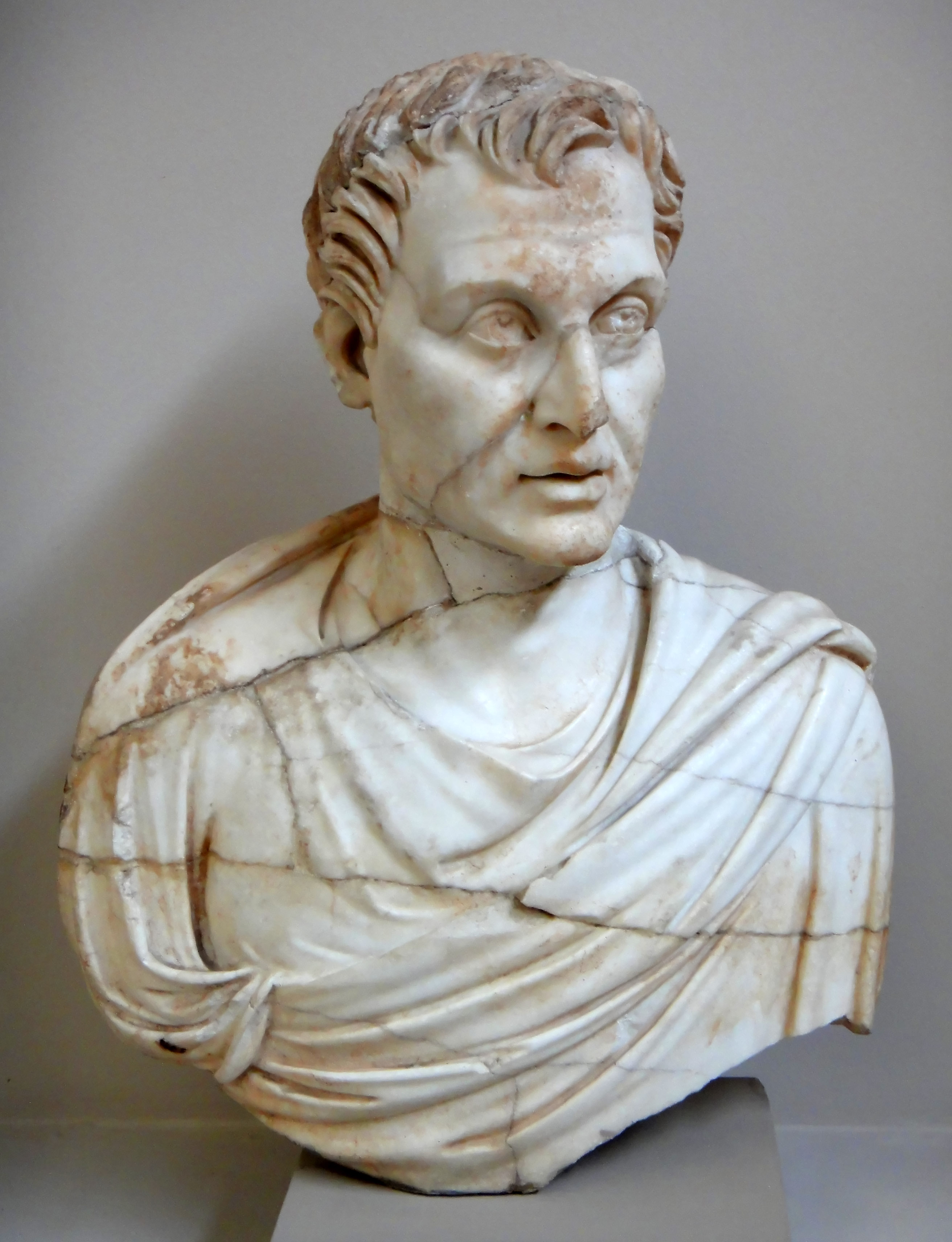
Menandro

- Menandro, commediografo greco antico
- Menandro, generale greco antico
- Menandro, scultore greco antico
- Menandro I, sovrano del Regno indo-greco
- Menandro di Efeso, storico greco antico
- Menandro Protettore, storico bizantino
- Menandro Retore, retore greco antico
- Arrio Menandro, giurista romano